# Tom Belsø
Tom Belsø   (Copenhaguen, 27 d'agost de 1942 - Rushden, 11 de gener de 2020) va ser un pilot de curses automobilístiques danès que va arribar a disputar curses de Fórmula 1.

## A la F1
Tom Belsø va debutar a la tercera cursa de la temporada 1974 (la 25a temporada de la història) del campionat del món de la Fórmula 1, disputant el 30 de març del 1974 el Gran Premi d'e Sud-àfrica al circuit de Kyalami.
Va participar en 4 curses puntuables pel campionat de la F1, aconseguint un vuitè lloc com a millor classificació en una cursa i no assolí cap punt pel campionat del món de pilots.

## Resultats a la Fórmula 1
| Any  | Equip                      | Xassís       | Motor    | 1   | 2   | 3       | 4       | 5   | 6   | 7     | 8   | 9   | 10      | 11  | 12  | 13  | 14  | 15  | Posició | Punts |
| ---- | -------------------------- | ------------ | -------- | --- | --- | ------- | ------- | --- | --- | ----- | --- | --- | ------- | --- | --- | --- | --- | --- | ------- | ----- |
| 1974 | Frank Williams Racing Cars | Iso-Marlboro | Cosworth | ARG | BRA | SUD Ret | ESP NVQ | BEL | MON | SUE 8 | HOL | FRA | GBR NVQ | ALE | AUT | ITA | CAN | USA | -       | 0     |

### Resum
| Curses: | Victòries: | Pòdiums: | Poles: | Voltes ràpides: | Punts: |
| ------- | ---------- | -------- | ------ | --------------- | ------ |
| 4       | 0          | 0        | 0      | 0               | 0      |